# العباس بن منديل المغراوي
العباس بن منديل المغراوي زعيم لإمارة مغراوة اتصل بأبي زكريا الحفصي، صاحب أفريقيا، ورغبه في احتلال تلمسان، فزحف إليها أبو زكريا سنة 640هـ واحتلها، وعقد لصاحب الترجمة على قومه مغراوة، و «أذن له في اتخاذ الآلة ومراسم الملك» فكان ذلك ابتداء ظهور هذا القبيل بمظهر الملك والرياسة. واستمر العباس في الحكم إلى حين وفاته. وولي بعد أخوه محمد بن منديل.